# AS Monaco FC
Association Sportive de Monaco Football Club, thường được gọi là AS Monaco (phát âm tiếng Pháp: [ɑ.ɛs mɔnako]) hay đơn giản là Monaco, là một câu lạc bộ bóng đá có trụ sở tại Monaco. Câu lạc bộ được thành lập vào năm 1924 và hiện đang chơi ở Ligue 1, giải đấu hạng cao nhất của bóng đá Pháp, là một trong số các câu lạc bộ thi đấu tại giải của quốc gia khác. Sân nhà của đội là sân vận động Louis II ở Fontvieille.

## Lịch sử
AS Monaco FC được thành lập vào ngày 1 tháng 8 năm 1919 là một sự hợp nhất của nhiều câu lạc bộ địa phương có trụ sở tại Pháp và công quốc Monaco. Sau đó, câu lạc bộ thể thao đa lĩnh vực Association Sportive de Monaco được thành lập vào ngày 23 tháng 8 năm 1924.
Những năm đầu của câu lạc bộ đã thi đấu cho giải đấu nghiệp dư của vùng Provence-Alpes-Côte Keyboardzur, CLB phát triển nhanh giữa các giải đấu trong những năm 1920. Năm 1933, Monaco được Liên đoàn bóng đá Pháp mời chuyển sang chuyên nghiệp. Tuy nhiên, năm đầu tiên của đội tại Ligue 2 đã kết thúc trong thất bại, họ xuống hạng ở giải đấu nghiệp dư năm sau. Đến năm 1948, Monaco lấy lại vị thế chuyên nghiệp và trở lại giải Ligue 2 của Pháp; sau đó họ liên tục hoàn thành trong tiếng vang, với nỗ lực bền bỉ này dẫn đến việc thăng hạng lên Ligue 1 của Pháp lần đầu tiên vào năm 1953. Vào mùa giải 2016-2017 họ làm nên kỳ tích khi vô địch Ligue 1, danh hiệu mà họ đã chờ suốt 17 năm.

## Danh hiệu
- Ligue 1: 8
  - 1960/61, 1962/63, 1977/78, 1981/82, 1987/88, 1996/97, 1999/2000, 2016/17
- Giải hạng nhì: 
  - 2012/13
- Cúp bóng đá Pháp: 5
  - 1960, 1963, 1980, 1985, 1991
- Cúp Liên đoàn bóng đá Pháp: 1
  - 2003
- Siêu cúp bóng đá Pháp: 4
  - 1961, 1985, 1997, 2000
- UEFA Champions League
  - Á quân (1): 2003–04
- UEFA Cup Winners' Cup
  - Á quân (1): (1991–92
- UEFA Cup/UEFA Europa League
  1. Bán kết: 1996–97
- Joan Gamer Trophy: 1
  - 2024

## Thứ hạng Ligue 1
| Mùa     | Giải      | Thứ hạng |
| 2000/01 | Hạng nhất | Thứ 11   |
| 2001/02 | Hạng nhất | Thứ 15   |
| 2002/03 | Ligue 1   | Á quân   |
| 2003/04 | Ligue 1   | Thứ 3    |
| 2004/05 | Ligue 1   | Thứ 3    |
| 2005/06 | Ligue 1   | Thứ 10   |
| 2006/07 | Ligue 1   | Thứ 9    |
| 2007/08 | Ligue 1   | Thứ 12   |
| 2008/09 | Ligue 1   | Thứ 11   |
| 2009/10 | Ligue 1   | Thứ 8    |
| 2010/11 | Ligue 1   | Thứ 18   |
| 2011/12 | Ligue 2   | Thứ 8    |
| 2012/13 | Ligue 2   | Vô địch  |
| 2013/14 | Ligue 1   | Thứ 2    |
| 2014/15 | Ligue 1   | Thứ 3    |
| 2015/16 | Ligue 1   | Thứ 3    |
| 2016/17 | Ligue 1   | Vô địch  |
| 2017/18 | Ligue 1   | Thứ 2    |
| 2018/19 | Ligue 1   | Thứ 17   |
| 2019/20 | Ligue 1   | Thứ 9    |

## Đội hình

### Đội hình hiện tại
Tính đến ngày 30/8/2024.
| Số | VT | Quốc gia | Cầu thủ                           |
| -- | -- | -------- | --------------------------------- |
| 1  | TM | Ba Lan   | Radosław Majecki                  |
| 2  | HV | Brasil   | Vanderson                         |
| 4  | HV | Hà Lan   | Jordan Teze                       |
| 5  | HV | Đức      | Thilo Kehrer (đội phó)            |
| 6  | TV | Thụy Sĩ  | Denis Zakaria (đội trưởng)        |
| 7  | TV | Maroc    | Eliesse Ben Seghir                |
| 8  | TV | Bỉ       | Eliot Matazo                      |
| 9  | TĐ | Hoa Kỳ   | Folarin Balogun                   |
| 10 | TV | Nga      | Aleksandr Golovin (đội phó thứ 2) |
| 11 | TV | Pháp     | Maghnes Akliouche                 |
| 12 | HV | Brasil   | Caio Henrique                     |
| 13 | HV | Pháp     | Christian Mawissa                 |

| Số | VT | Quốc gia    | Cầu thủ            |
| -- | -- | ----------- | ------------------ |
| 15 | TV | Sénégal     | Lamine Camara      |
| 16 | TM | Thụy Sĩ     | Philipp Köhn       |
| 17 | HV | Bờ Biển Ngà | Wilfried Singo     |
| 18 | TĐ | Nhật Bản    | Takumi Minamino    |
| 20 | HV | Pháp        | Kassoum Ouattara   |
| 21 | TĐ | Pháp        | George Ilenikhena  |
| 22 | HV | Ghana       | Mohammed Salisu    |
| 27 | TĐ | Sénégal     | Krépin Diatta      |
| 36 | TĐ | Thụy Sĩ     | Breel Embolo       |
| 37 | TV | Pháp        | Edan Diop          |
| 50 | TM | Pháp        | Yann Liénard       |
| 88 | HV | Pháp        | Soungoutou Magassa |

### Cho mượn
Ghi chú: Quốc kỳ chỉ đội tuyển quốc gia được xác định rõ trong điều lệ tư cách FIFA. Các cầu thủ có thể giữ hơn một quốc tịch ngoài FIFA.
| Số | VT | Quốc gia | Cầu thủ                                        |
| -- | -- | -------- | ---------------------------------------------- |
| —  | HV | Sénégal  | Ismail Jakobs (tại Galatasaray đến 30/6/2025)  |
| —  | HV | Pháp     | Chrislain Matsima (tại Augsburg đến 30/6/2025) |
| —  | TĐ | Hà Lan   | Myron Boadu (tại Bochum đến 30/6/2025)         |

### Dự bị và đội trẻ
Tính đến ngày 22/5/2024.
Ghi chú: Quốc kỳ chỉ đội tuyển quốc gia được xác định rõ trong điều lệ tư cách FIFA. Các cầu thủ có thể giữ hơn một quốc tịch ngoài FIFA.
| Số | VT | Quốc gia | Cầu thủ           |
| -- | -- | -------- | ----------------- |
| 33 | TV | Pháp     | Mayssam Benama    |
| 40 | TM | Pháp     | Alain Zadi        |
| 42 | TV | Pháp     | Mamadou Coulibaly |
| 43 | TV | Pháp     | Ritchy Valme      |
| 45 | TV | Pháp     | Saïmon Bouabré    |

| Số | VT | Quốc gia | Cầu thủ          |
| -- | -- | -------- | ---------------- |
| 46 | HV | Pháp     | Aurélien Platret |
| 47 | TV | Pháp     | Lucas Michal     |
| 48 | TV | Pháp     | Romaric Etonde   |
| 49 | TĐ | Algérie  | Nazim Babaï      |
| 70 | TM | Pháp     | Jules Stawiecki  |

## Kỷ lục

### Số trận thi đấu
| Tên              | Trận     |
| ---------------- | -------- |
| Jean-Luc Ettori  | 755 trận |
| Claude Puel      | 602      |
| Jean Petit       | 428      |
| Manuel Amoros    | 349      |
| Christian Dalger | 334      |
| Marcel Dib       | 326      |
| François Ludo    | 319      |
| Luc Sonor        | 315      |
| Michel Hidalgo   | 304      |
| Armand Forcherio | 303      |

| Tên                                         | Bàn     |
| ------------------------------------------- | ------- |
| Delio Onnis                                 | 223 bàn |
| Lucien Cossou                               | 115     |
| Christian Dalger                            | 89      |
| Victor Ikpeba                               | 77      |
| Jean Petit                                  | 76      |
| Yvon Douis                                  | 74      |
| Youri Djorkaeff                             | 68      |
| Radamel Falcao Shabani Nonda Sonny Anderson | 67      |
| George Weah Ludovic Giuly                   | 66      |